# 670
670（六百七十、ろっぴゃくななじゅう）は自然数、また整数において、669の次で671の前の数である。

## 性質
- 670は合成数であり、約数は 1, 2, 5, 10, 67, 134, 335, 670 である。
  - 約数の和は1224。
- 88番目の楔数である。1つ前は665、次は678。
- ノントーティエントに含まれる132番目の数である。1つ前は668、次は674。
- 1/670 = 0.0014925373134328358208955223880597... (下線部は循環節で長さは33)
  - 逆数が循環小数になる数で循環節が33になる9番目の数である。1つ前は603、次は804。
- 各位の和が13になる57番目の数である。1つ前は661、次は706。
- 670 = 22 + 152 + 212 = 32 + 62 + 252 = 112 + 152 + 182
  - 3つの平方数の和3通りで表せる94番目の数である。1つ前は669、次は673。(オンライン整数列大辞典の数列 A025323)
  - 異なる3つの平方数の和3通りで表せる73番目の数である。1つ前は669、次は682。(オンライン整数列大辞典の数列 A025341)
- n = 670 のとき n と n − 1 を並べた数を作ると素数になる。n と n − 1 を並べた数が素数になる71番目の数である。1つ前は664、次は684。(オンライン整数列大辞典の数列 A054211)

## その他 670 に関連すること
- 西暦670年
- 皇紀670年（西暦10年）
- 670型潜水艦
- 670M型潜水艦
- 670号線 (オーストリア)